# Clypeophialophora erythroxyli
Clypeophialophora erythroxyli är en svampart som beskrevs av Bat. & Peres 1962. Clypeophialophora erythroxyli ingår i släktet Clypeophialophora, divisionen sporsäcksvampar och riket svampar.   Inga underarter finns listade i Catalogue of Life.